# Faisalabad
Faisalabad (tidligere Lyallpur) er en by i det centrale Pakistan, der med et indbyggertal på 3.203.846 i 2017 er landets tredjestørste by. Byen ligger i distriktet Punjab og er et vigtigt industricentrum og trafikknudepunkt i Pakistan.